# Kenyentulus ailaoshanensis
Kenyentulus ailaoshanensis är en urinsektsart som beskrevs av Yin, Xie, Zhang och Imadaté 1995. Kenyentulus ailaoshanensis ingår i släktet Kenyentulus och familjen lönntrevfotingar. Inga underarter finns listade i Catalogue of Life.